# 343438 Gao
343438 Gao este o planetă minoră (asteroid), cu un diametru de 2,5 km, din centura de asteroizi. A fost descoperită pe 16 februarie 2010 la Haleakalā Observatory⁠(d) de . 
Obiectul prezintă o orbită caracterizată de o semiaxă mare de 2,5744677292993 UAi, o excentricitate de 0,063021934364399, o înclinație de 14,080647442435 ° în raport cu ecliptica.